# Супонєво (Московська область)
Супонєво (рос. Супонево) — село в Одинцовському районі Московської області Росії, у складі сільського поселення Єршовське. Населення 89 осіб на 2006 рік. До 2006 року Супонєво входило до складу Єршівського сільського округу.
Село розташоване на північному заході району, практично — північне передмістя Звенигорода, висота центру над рівнем моря 193 м.

## Історія
Вперше в історичних документах Супонєво зустрічається в писцевій книзі 1558, як батьківщина князя Василя Михайловича Троєкурова. За описом 1624 року в селі Супонєве вважався «двір селянський і двір бобильський, людей у них 6 чоловік», а за переписом 1678 — село в вотчині Савво-Сторожевського монастиря. Після секуляризаційної реформи 1764 року село Супонево відносилося до Покровській волості, на 1800 в ній було 16 дворів, 78 чоловіків і 87 жінок, на 1890—294 людини. За Всесоюзним переписом 17 грудня 1926 року вважалося 80 господарств і 395 жителів, за переписом 1989 року — 79 господарств та 106 жителів.
Саме тут 6 грудня 2023 року в парку був застрелений зрадник України Ілля Кива.